# Maurice Escande
Maurice Escande, nome completo Maurice-René Escande (Parigi, 14 novembre 1892 – Parigi, 10 febbraio 1973), è stato un attore e regista francese.

## Biografia
Dopo aver preso le prime lezioni da Denis d'Inès, Maurice Escande vinse nel 1912 al Conservatoire national supérieur d'art dramatique, nella classe di Raphaël Duflos, un primo premio in commedia e un secondo premio in tragedia, e fece il suo debutto al Teatro dell'Odéon.
Il servizio militare e poi la prima guerra mondiale sospesero per un po' la sua carriera, anche a causa di infortuni al fianco sinistro e alla gamba sinistra. Si distinse talmente durante la guerra da ricevere la Croix de Guerre.
Nel 1918 venne assunto alla Comédie-Française, dove debuttò nel Monde où l'on s'ennuie di Édouard Pailleron in parti di amoroso e nei ruoli classici.
Elegante, dotato di voce musicale, interpretò con brio i principi della tragedia e gli amanti della commedia, dove recitò con il suo fascino e la sua disinvoltura. Dal piccolo marchese di Molière ai grandi protagonisti del repertorio, si impose per una dizione perfetta e una buona disinvoltura. Nel repertorio moderno, interpretò seduttori e aristocratici.
Nel 1925, in procinto di essere nominato membro, lasciò la Comédie-Française per trasferirsi per otto anni sui boulevard per recitare altre parti di amoroso in abiti moderni con autori contemporanei come Jean Giraudoux (Judith), Jules Romains (Le Roi masqué). Sollecitato da Cécile Sorel a recitare con lei in La signora delle camelie durante la sua festa d'addio, tornò alla Comédie e ne fu nominato membro nel 1936. Come regista, la sua predilezione andò a Jean Racine, per il quale ha curato diverse tragedie, Alfred de Musset e Pierre de Marivaux, la cui sensibilità ed eleganza corrispondevano al suo temperamento.
Venne chiamato a sostituire l'amministratore Claude Bréart de Boisanger nel 1960, diventando il primo amministratore-attore. I suoi dieci anni in carica costituirono un periodo di intenso lavoro, che aprirono nuove prospettive per la Comédie-Française: molti registi francesi e stranieri furono chiamati a lavorare lì, e molti autori contemporanei vennero rappresentati, come Eugène Ionesco e Georges Schehadé.
Come insegnante, ha formato molti attori, tra cui Jean Chevrier, Georges Marchal, Jacques Charon, Jacques Dacqmine, Serge Reggiani, Michel Bouquet, Micheline Boudet, Louise Conte, tra gli altri. Al cinema è apparso in una settantina di film, il primo dei quali prima della guerra del 1914-1918.

## Teatro
- Le Monde où l'on s'ennuie, Édouard Pailleron, (1918);
- Fedra, Jean Racine, (1918);
- Poliuto, Pierre Corneille, (1918);
- Ruy Blas, Victor Hugo, (1918);
- Il ne faut jurer de rien, Alfred de Musset, (1918);
- Mercadet l'affarista, Honoré de Balzac, (1918);
- Le preziose ridicole, Molière, (1918);
- Amphitryon, Molière, (1919);
- Mangeront-ils?, Victor Hugo, (1919);
- Le Chandelier, Alfred de Musset, (1919);
- Zaïre, Voltaire, (1919);
- Orazio, Pierre Corneille, (1919);
- Il Cid, Pierre Corneille, (1919);
- Il  matrimonio forzato, Molière, (1919);
- La morte di Pompeo, Pierre Corneille, (1920-1921);
- Romeo e Giulietta, William Shakespeare, (1920);
- Mitridate, Jean Racine, (1920-1924);
- Le furberie di Scapino, Molière, (1920);
- Il misantropo, Molière, (1921);
- Les Amants magnifiques, Molière, (1922);
- Il medico per forza, Molière, (1922);
- Hernani, Victor Hugo, (1922-1925);
- Tartuffe ou l'Imposteur, Molière, (1922)
- Britannicus, Jean Racine, (1922-1925);
- Bérénice, Jean Racine, (1923);
- Quitte pour la peur, Alfred de Vigny, (1924);
- La Reprise, Maurice Donnay, (1924);
- La Nuit des amants, Maurice Rostand, (1925);
- Madame Quinze, Jean Sarment, (1935);
- Le Chandelier, Alfred de Musset, (1936);
- Le Jeu de l'amour et du hasard, Marivaux, (1938);
- George Dandin o il marito confuso, Molière, (1939);
- Amleto, William Shakespeare, (1942);
- Antonio e Cleopatra, William Shakespeare, (1945);
- Les Temps difficiles, Édouard Bourdet, (1952);
- La scuola dei mariti, Molière, (1954);
- Coriolano, William Shakespeare, (1956);
- Le intellettuali, Molière, (1959).

## Filmografia
- Le Gendre de Monsieur Poirier, regia di Marcel Pagnol (1933)
- Il messaggio (Le Messager), regia di Raymond Rouleau (1937)
- La maschera sul cuore (Le Capitaine Fracasse), regia di Abel Gance (1942)
- Napoleone Bonaparte (Napoléon), regia di Sacha Guitry (1955)